# Hvizdets
Hvizdets (ukrainien : Гвізде́ць) est une commune urbaine de l'oblast d'Ivano-Frankivsk, en Ukraine. Elle compte 1 858 habitants en 2021.